# Tanja Prušnik

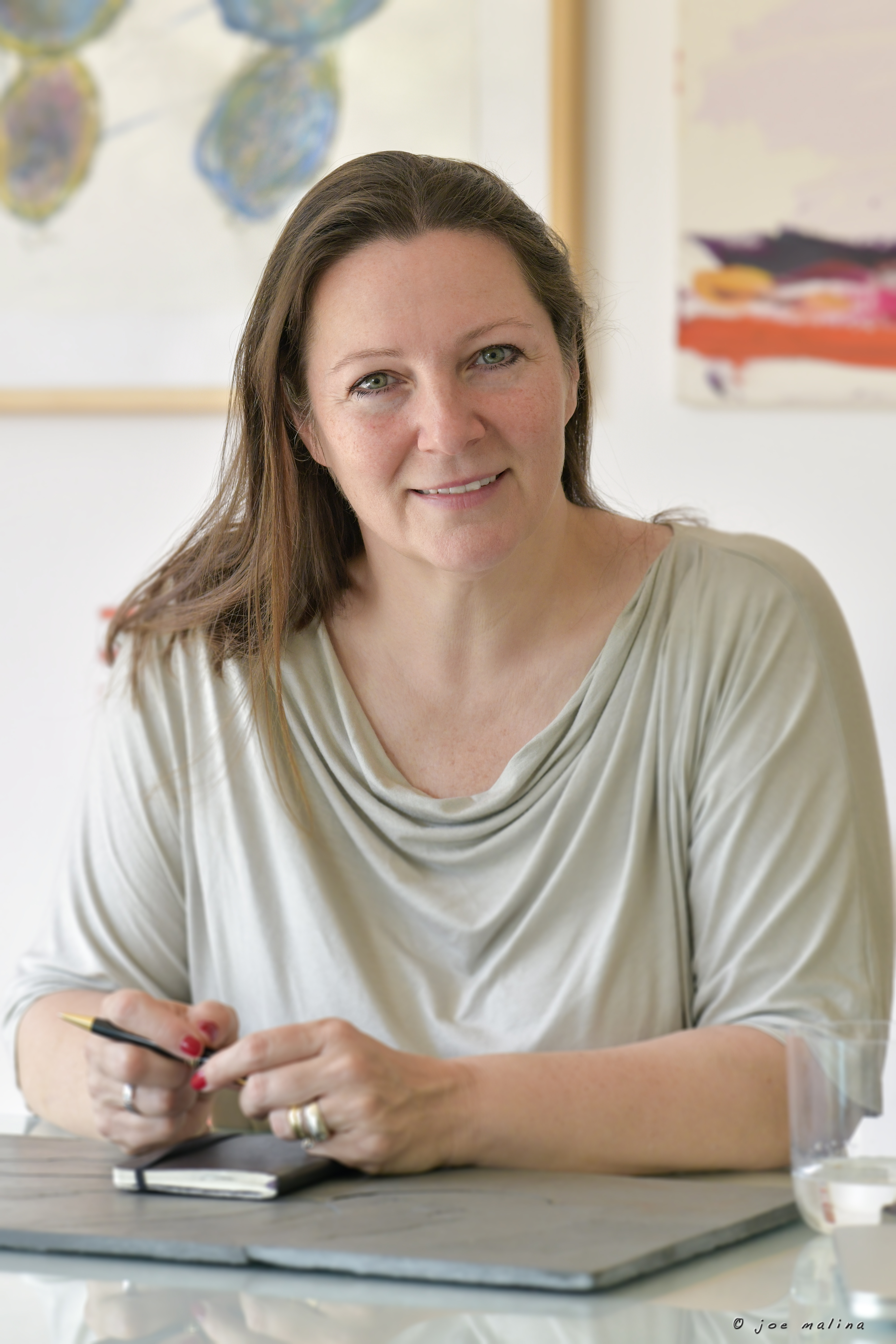
Tanja Prušnik 2021

Tanja Prušnik (* 1971 in Wolfsberg) ist eine österreichische bildende Künstlerin, Kuratorin und Architektin.

## Leben und Wirken
Tanja Prušnik wurde als Kärntner Slowenin 1971 in Wolfsberg (Kärnten) geboren. Nach der Matura 1990 am slowenischen Gymnasium in Klagenfurt absolvierte sie ein Studium der Architektur an der Technischen Universität Wien (Abschluss 1999 als Diplom-Ingenieurin / Dipl.Ing.; künstlerische Schwerpunktarbeiten u. a. bei Roland Goeschl, Josef Dabernig und František Lesák).
Seit 1999 arbeitet sie als freischaffende Künstlerin und Architektin (Bühnenbild, Innenarchitektur) in Wien, Kärnten und Slowenien. Sie bestritt bisher ca. 30 Einzel- und mehr als 80 Gruppenausstellungen in Österreich, Slowenien, Italien, Deutschland und Tschechien.
Als Kuratorin rief sie (mit Ina Loitzl) 2008 die Österreichweite Kunstinitiative »den blick öffnen« ins Leben (ein Ausstellungsprojekt für Prävention bei und gegen Gewalt an Kindern und Jugendlichen), das seither an verschiedenen Standorten in Österreich, Slowenien und Deutschland regelmäßig stattfindet. Sie ist ferner kuratorisch u. a. seit 2021 für das Kunstprojekt MillstART in Millstatt am See verantwortlich.
Sie erhielt 2004 den Kärntner Frauenkunstpreis, 2006 ein Atelierstipendium der Stadt Wien und 2016 ein Atelierstipendium der Stadt Klagenfurt für Šmartno bei Brda (Slowenien).
2019 bekam sie den Kärntner Menschenrechtspreis und 2022 wurde ihr das Große Ehrenzeichen des Landes Kärnten verliehen.
Tanja Prušnik ist (seit 2014) Mitglied der Künstlervereinigung Likovno društvo Kranj (SLO) und damit der Vereinigung der Kunstvereine slowenischer bildender Künstler / Zveza Društev Slovenskih Likovnih Umetnikov (ZDSLU). Sie ist Mitglied (seit 2015) des Kunstvereins Kärnten/Koroško društvo umetnosti und (seit 2014) Mitglied der Gesellschaft bildender Künstler Österreichs – Künstlerhaus Wien, zu dessen Präsidentin sie 2019 gewählt wurde.
Werke von Tanja Prušnik sind in etlichen öffentlichen und privaten Sammlungen vertreten, wie der Kunstsammlung des Landes Kärnten, der Kunstsammlung des österreichischen Parlaments, den Sammlungen der Städte St. Veit an der Glan und Wolfsberg, sowie in den Sammlungen der Unternehmen Saab Austria (Wien), der Kärntner Sparkasse (Klagenfurt), der Firma AURA (Feistritz im Rosental / Bistrica v Rožu) und der Salzburg AG (Stadt Salzburg).

## Zum Werk
Tanja Prušnik ist eine vielseitige Künstlerin, die mit ihren Arbeiten und Projekten die Grenzen der verschiedenen Sparten moderner Kunst immer wieder überschreitet. Sie arbeitet nicht nur mit Malerei, sondern auch mit Raum-, Ton- und Lichtinstallationen oder mit skulpturalen Objekten. Sie ist auch als Bühnenbildnerin und Innenarchitektin sowie als Gestalterin von Buchumschlägen aktiv.
Ihre in Mischtechnik vorwiegend mit Öl, Acryl und Dispersion (mit der Spachtel in vielen Schichten aufgetragen) auf Leinwand entstandenen Bilder sind dabei immer Teile von Serien, bilden einen Zyklus. „Einzelbilder interessieren mich per se nicht, … sondern die Beschäftigung mit einem Thema, der Prozess des Umsetzens, das sich Annähern an den Kern des Motivs, bis man einen Schlusspunkt gefunden hat“.
Sie stellt ihre Werkserien daher nicht punktuell an einzelnen Orten und Terminen aus, sondern diese werden oft mehrfach, teilweise ergänzt um neue Arbeiten eines betreffenden Werkzyklus, über einen längeren Zeitraum und an verschiedenen Standorten präsentiert.
Der Kulturhistoriker Fabjan Hafner charakterisiert wesentliche Aspekte des Werkes von Tanja Prušnik wie folgt: „Im Aufbau der Bilder ziehen sich durch alle Zyklen Zäsuren und Blickachsen als Schwerpunkt durch, Merkmale der Baukunst und Architektur finden sich in einer aufgelösten Interpretation wieder – die Abstraktion und Aufgelöstheit als Kontrapunkt und Disposition der Maßstabsgenauigkeit in der Architektur. Es gilt den Betrachter auf das Wesentliche zu konzentrieren, auf das Freigesetzte, aus dem Hintergrund Herausgenommene“.

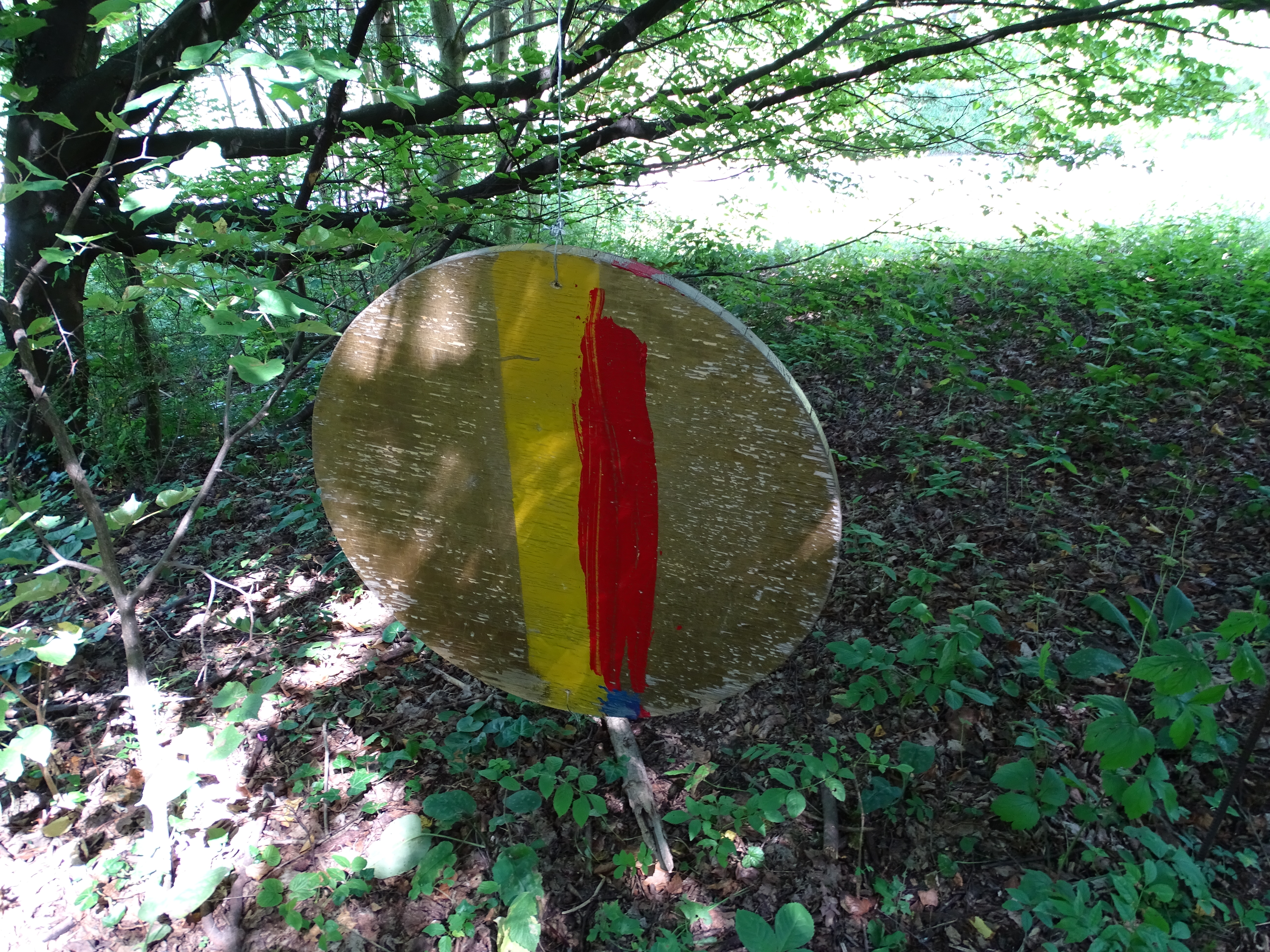
Objekt „Zeitspannen“ von Tanja Prušnik, 2019

### Ausstellungen und Projekte (jeweils Auswahl)
Tanja Prušnik hat bisher 40 Einzelausstellungen und mehr als 80 Gruppenausstellungen in Österreich, Deutschland, Slowenien oder Italien bestritten. Hier wird eine Auswahl von 35 Ausstellungen aus den mehr als 120 Ausstellungen und Projekten dargestellt.

#### Einzelausstellungen / Projekte
- 2023 Colour Blockings, Galerie GPLcontemporary, Wien
- 2022 Go west, Galerie im Büro „foryouandyourcustomers“, Feldkirch/AT[9]
- 2022 Tanja Prušnik macht Blau, Art Space (Kro Art contemporary), Wien[10]
- 2021 1920.2020 Erinnerungsschleife _ po poteh spominov ‘Utopia gnp’ (Freirauminstallation), (1) Bad Eisenkappel / Železna Kapla;[11] (2) (re-enactment indoor) Pavelhaus / Pavlova Hiša, Laafeld / Potrna bei Bad Radkersburg / Radgona[12]
- 2020 C-unst Masken, Galerie Šikoronja, Rosegg / Rožek (AUT)[13]
- 2020 zeit.fluss.über.brücken, Lavamünder Draubrücke, Schlosskapelle Neuhaus und Grenzwacht Lavamünd / Labot[14]
- 2018 „esce.o.l.“ (essence of life – part one_wine), mehrere Orte, u. a. Stadtgalerie Klagenfurt / Celovec (Living Studio)[15] oder Dom Krajanov, Vipavski Križ (SLO)[16]
- 2017 Rdeče / Rot, Kleine Galerie im Künstlerhaus Klagenfurt[17]
- 2015 Utopia_gnp2, Galerie Vorspann / Galerija Vprega, Bad Eisenkappel / Železna Kapla (AUT)[18]
- 2014 Medit04 & Utopia_gnp14, Parlament, Wien (Salon des Bundesrates und Amtsräume Bundesratspräsidium)[19]
- 2009 Luft und Wasser / Zrak in voda 07, Salon „BeLLe ArTi“, Wien[20]
- 2008 Querstrich-Weg_Pot, Grüne Galerie / Zelena Galerija, Klagenfurt / Celovec[21]
- 2007/2008 zrak_luft07, verschiedene Orte, u. a. (1) a-Zone Leppen / Lepena bei Bad Eisenkappel / Železna Kapla; (2) Grüne Galerie / Zelena Galerija, Klagenfurt / Celovec; (3) Posojilnica  Bank, Zweigstelle Ferlach / Borovlje[22]
- 2006 himmel_nebo/unendlich_neskončno, verschiedene Orte: u. a. (1)  Peterlinova dvorana („Peterlinsaal“), Triest (ITA); (2) Galerija Hest, Ljubljana[23]
- 2005 Felder_polja 05, verschiedene Orte, u. a. (1) Stadtgalerie / Mestna galerij Wolfsberg; (2) Alte Post, Feistritz an der Gail / Bistrica na Zilji
- 2005 gnp, verschiedene Orte, u. a. (1) „k&k“ Kulturzentrum St. Johann im Rosental / Šentjanž v Rožu; (2) Österreich Institut Laibach / Avstrijski Inštitut Ljubljana (SLO); (3) Peršmanhof, Bad Eisenkappel / Železna Kapla
- 2004 Spuren_Sledi, Dolenjski muzej / Museum Novo Mesto (SLO)
- 2002 Kalligraphics, Galerie „Next to k“, Wien

#### Gruppenausstellungen / Projekte
- 2023 Sulpturengarten im Palais Auersberg, veranst. vom Metropolitain Art Club, Wien.[24]
- 2022 Spuren / Sledi (1942 Vertreibung / Pregon), (1) Robert-Musil-Literatur-Museum und Robert-Musil-Institut, Klagenfurt / Celovec (April–Juni 2022),[25] und (2) Schloss Grad, Gornja Radgona (SLO, August 2022, „Dreiländerprojekt“ in Rahmen des HOCHsommer Art Festivals 2022)[26]
- 2021 Tra ombre Dante e luci 700, Villa de Claricini Dornpacher, Moimacco (ITA)[27]
- 2021 Brücken Bauen / Gradimo Mostove, Schloss Ebenau bei Feistritz im Rosental / Bistrica v Rožu etc. (AUT)[28]
- 2020 Ride Into the Sun (Industrial Art Biennale 03, im Rahmen von Rijeka – Kulturhauptstadt Europas 2020), Juraj Šporer Art Pavilion, Opatija (SLO)[29]
- 2019 Die unerträgliche Leichtigkeit des Seins – Neznosna lahkost bivanja, Galerie Šikoronja, Rosegg / Rožek (AUT)[30]
- 2018 Panta Rhei – „Vitis“, Galerie im Schloss Porcia, Spittal an der Drau[31]
- 2018 Sinji vrh 2017. Slovenija odprta za umetnost (Pogled od zgoraj 2017), Kulturni Center Lojze Bratuž, Gorica / Gorizia (ITA) (Titel dt.: „Blues 2017. Slowenien offen für Kunst (Blick von oben 2017)“)[32]
- 2017 AHEAD of the Game, Künstlerhaus Klagenfurt
- 2015 Setkáváni / Begegnung(en), Österreichisches Kulturforum Prag
- 2014 Weibsbilder – Ženske, Galerie Šikoronja, Rosegg / Rožek (AUT)
- 2014 600 Mio. – Freunde und Komplizen, Künstlerhaus Wien[33]
- 2013 vo.da_was.ser Galerie im Kraigher Haus, Feistritz im Rosental / Bistrica v Rožu (AUT)
- 2012 Rezodevanje miru, Arboretum Volčji Potok (Botanischer Garten), Kamnik (SLO) (Titel dt.: „Friedensstiftung“)
- 2009 46°29'11"N, 14°35'46"O – SÜDPOL (3.0 – 3.3), Galerie Vorspann / Galerija Vprega, Bad Eisenkappel / Železna Kapla
- 2006 Schnittpunkte – Begegnung mit 15 Kärntner Künstlerinnen, Kunsthaus-Sudhaus der Brauerei Villach[34]
- 2005 Farbspiele / Giochi di colore, Palazzo Veneziano di Malborghetto (ITA)

### Kuratorische Aktivitäten
- 2021–2023 millstART, mehrjähriges Ausstellungsprojekt in Millstatt am See[35]
- 2021 Aufbruch und Stimmung / Zagon in vzdušje, Sommerausstellung 2021 in der Galerie Šikoronja (Rosegg / Rožek, AUT) im Zuge des Jubiläumsjahres 30 Jahre Republik Slowenien[36]
- 2021 koroška unser, Gemeinschaftsausstellung im Künstlerhaus Klagenfurt[37]
- 2016 Kon.klave nr. 3 („Schirmherrin“), Hotel Saalbacher Hof, Saalbach[38]
- 2009–2019 »den blick öffnen« (kuratiert gem. mit Ina Loitzl), Ausstellungsreihe an verschiedenen Orten in Österreich (s. u.: Publikationen)

### Innenarchitektur und Bühnenbild
- 2017 Café DIAMANT im österr. Parlament; Rauminstallation (Entwurf) für ein interaktives Kunstcafé[39]
- 2008 Bühnenbild zu „Partizan“ (Drama) von Bernd Liepold-Mosser, aufgeführt u. a. im „Artecielo“ Klagenfurt, und im „3-raum-anatomietheater“, Wien[40]
- 2007 Neugestaltung Cafe Frauenhuber, Wien[41]
- 2003 Konzept und Möbel-Design für Gerngross (Kaufhaus) Möbel, Niederlassung Bulgarien[42]
- 2002 Gestaltung eines Shops in Hamburg (gem. mit dem Architekturbüro BEHF Wien)[43][44]
- 1995 Aoyama Technical College (Tokyo), Konzept der Innenausstattung;[45] siehe auch den Forschungsbericht der TU Wien[46]

### Veröffentlichungen (Auswahl)

#### Bücher
- (mit Reinhard Öhner) Črna in rdeča, kvadrat in krog: oblike likovne meditacije Cvetke Hojnik (auf Slowenisch), Wien 2020: Bahoe art books, ISBN 978-3-903290-97-6 (Titel dt. „Schwarz und Rot, Quadrat und Kreis: Formen künstlerischer Meditation von Cvetka Hojnik“, 40 Seiten).
- (Hrsg. mit Isabel Belherdis, Peter Zawrel und Nadine Wille) Künstlerhaus @ time space existence: Palazzo Bembo, 16th International Architectural Exhibition / Mostra internazionale di architettura, La Biennale di Venezia 2018, Wien 2018: Künstlerhaus[47].
- (Hg. mit Ina Loitzl): Den Blick öffnen: eine Ausstellungsreihe in Österreich zur Wahrnehmungssensibilisierung und zugunsten Gewaltprävention für Kinder und Jugendliche, Wien u. a. 2011-2019: Künstlerhaus u. a., div. Publikationsträger und damit ISBN, s. u. a.: (2011) ISBN 978-3-900354-22-0; (2012) ISBN 978-3-9503333-0-5; (2014) ISBN 978-3-9503333-1-2; (2018) ISBN 978-3-9503333-2-9; (2019) ISBN 978-3-9503333-3-6.
- Kohlenstofffasern in der Architektur, Diplomarbeit zur Erlangung des akademischen Grades einer Dipl.Ing.in, Technische Universität Wien 1999 (151 Bl.).

#### Artikel, Buch- und Medienbeiträge
- Von den Unmöglichkeiten der Möglichkeiten. In: Austria Kultur International. Jahrbuch der Österreichischen Auslandskultur 2021, hg. vom österr. Bundesministerium für Europäische und internationale Angelegenheiten, Sektion Auslandskultur, Wien 2022: Eigenverlag, S. 115–118.
- Mejna prestopnica likovna umetnost ali 1 + 1 = 3 / „Grenzgängerin“ Bildende Kunst oder 1 + 1 = 3. In: Peter Karpf / Werner Platzer u. a. (Hrsg.): Dialog und Kultur – Beiträge zum Europäischen Volksgruppenkongress 2020/21 und Sonderthemen, Klagenfurt / Celovec 2021: Land Kärnten, Amt der Kärntner Landesregierung (Volksgruppenbüro), Schriftenreihe „Kärnten Dokumentation“, Nr. 36 (2021), ISBN 978-3-901258-28-2, S. 25–32.
- Nedeljski gost Vala 202 („Sonntagsgast“, Podcast eines Interviews mit Tanja Prušnik, inkl. Transkription, auf Slowenisch), RTV SLO online[48]
- Wenn die Geste zum Ereignis wird / Ko gesta postane dogodek. In: Alenka Gregorič, Felicitas Thun-Hohenstein & Künstlerhaus Wien (Hrsg.) When gesture becomes event, Wien 2020: Eigenverlag Künstlerhaus, ISBN 978-3-900354-67-1, S. 4–7.
- „den blick öffnen – ein Kunstprojekt zur Wahrnehmungssensibilisierung“ (mit Ina Loitzl). In: Peter Karpf / Werner Platzer u. a. (Hrsg.): Dialog und Kultur – Beiträge zum Europäischen Volksgruppenkongress 2019 und Sonderthemen, Klagenfurt / Celovec 2020: Land Kärnten, Amt der Kärntner Landesregierung (Volksgruppenbüro), Schriftenreihe „Kärnten Dokumentation“, Nr. 35, ISBN 978-3-9503333-3-6, S. 7–11.
- Tanja Prušnik /Wien /Dunaj, /Künstlerin, Architektin /Umetnica, arhitektka (Feature mit Vortrag von Tanja Prušnik, auf Slowenisch), Video von Karlheinz Fessl, online.
- (mit Marina Gržinić (Interviewerin), Valerija Zabret (Kamera)) Interview for Genealogy of Amnesia (auf Englisch), November 2019; online Video; auch transkribiert und auszugsweise gedruckt in: Akademie der Bildenden Künste Wien (Hrsg.): Dialogues for the future: countering the genealogy of amnesia, Wien 2020: Eigenverlag der Akademie, ISBN 978-86-88001-19-9, S. 140–143.
- Utopia_gnp 2005-2015. In: Gedenkstätte KZ Mauthausen / Andreas Kranebitter (Hrsg.): Jahrbuch Mauthausen 2017. Die künstlerische Auseinandersetzung mit dem Nationalsozialismus. Mauthausen & Wien 2018: New Academic Press, ISBN 978-3 700320-70-8, S. 59–67.
- Še je čas za UTOPIO_gnp2: intervju – Tanja Prušnik, umetnica (Interview, auf Slowenisch). In: Novice. Slovenski tednik za Koroško (Klagenfurt / Celovec: Slomedia), Nr. 13 (1. Apr. 2016), S. 11 (Titel dt. „Noch ist Zeit für UTOPIA_gnp2: Interview – Tanja Prušnik, Künstlerin“).
- (mit Vincenc Gotthardt) Interview: Slikarka Tanja Prušnik je prekoračila mejo (auf Slowenisch). In: Nedelja (Slowenische Kirchenzeitung, Klagenfurt), 75. Jg. Nr. 23 (5. Juni 2005), S. 10 (Titel dt. „Die Malerin Tanja Prušnik hat die Grenze überschritten“).